# Judith und Holofernes (Klimt)
Judith und Holofernes oder Judith I ist ein Ölgemälde von Gustav Klimt, welches er 1901 malte. Es zeigt die biblische Person Judith, die den abgeschlagenen Kopf des Holofernes hält.

## Kontext und Einflüsse
Als Klimt sich mit dem Thema beschäftigte, hatten sich hierzu in der Kunst schon bestimmte Interpretationen und Darstellungen entwickelt. Viele Darstellungen konzentrieren sich auf Judiths Mut und Tugend. Judith wirkt als Gottes Werkzeug, aber die Gewalttätigkeit der Handlung kann nicht geleugnet werden. Dies wird zum Beispiel in den Darstellungen von Michelangelo Merisi da Caravaggio, Artemisia Gentileschi und Trophime Bigot gezeigt. Andere Darstellungen, wie von Moreau und Allori, haben den Moment gewählt, in dem Judith den Kopf des Holofernes hochhält.
Klimt verzichtet auf jegliche Bezugnahme und konzentriert sich auf die bildliche Darstellung der Judith. Der Kopf des Holofernes wird nur teilweise am rechten Rand dargestellt. Der Maler verzichtet auf jeden Hinweis auf das blutige Schwert. Der Moment vor dem Töten, die Verführung von Nebukadnezars General, scheint mit dem Ende der Geschichte zu verschmelzen.

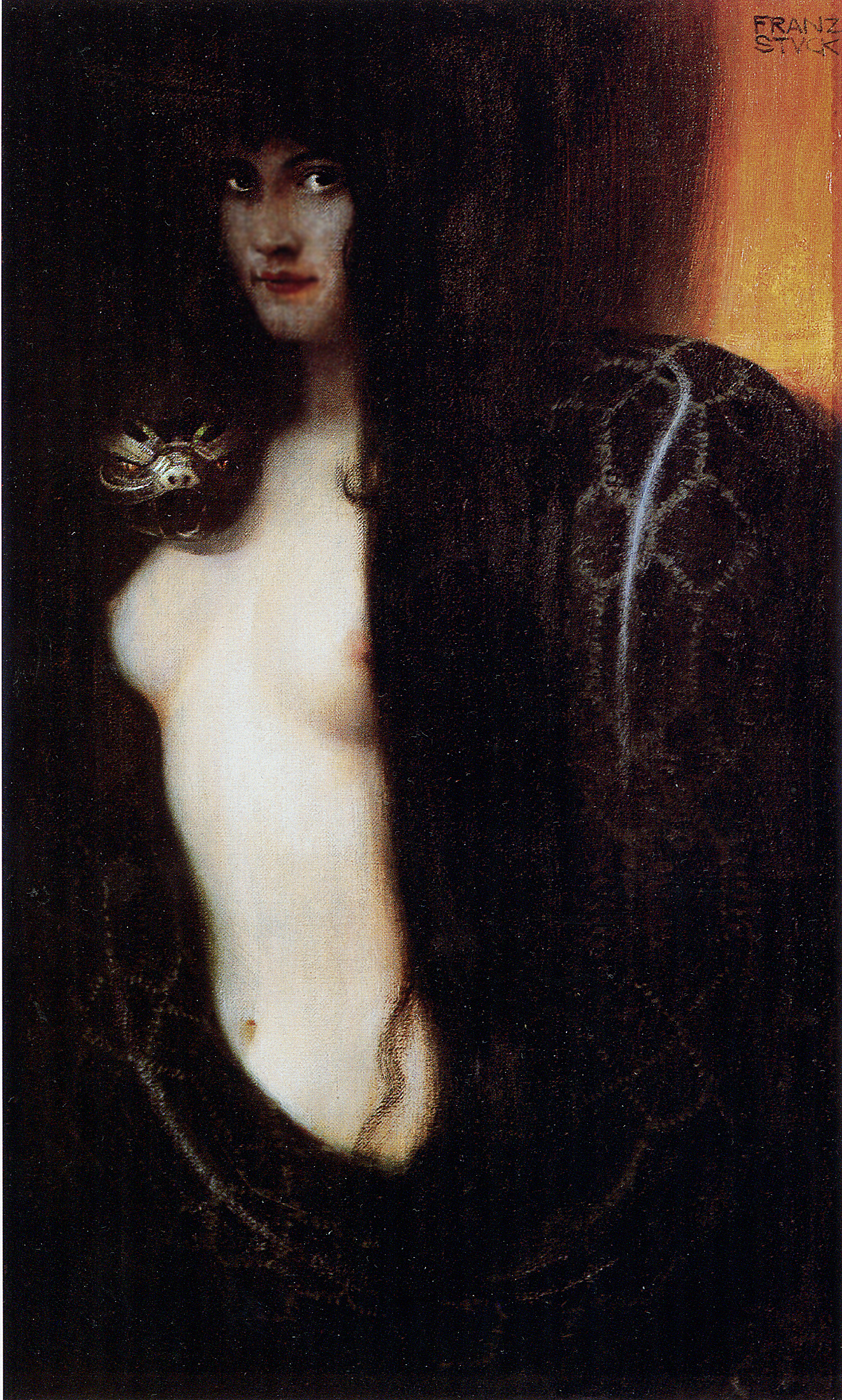
Die Sünde von Franz Stuck, 1893

Judith I scheint eher Parallelen mit dem Gemälde Die Sünde von Franz Stuck zu haben. Die Darstellung der Versuchung wird zum Vorbild von Klimts Femme fatale.

## Analyse

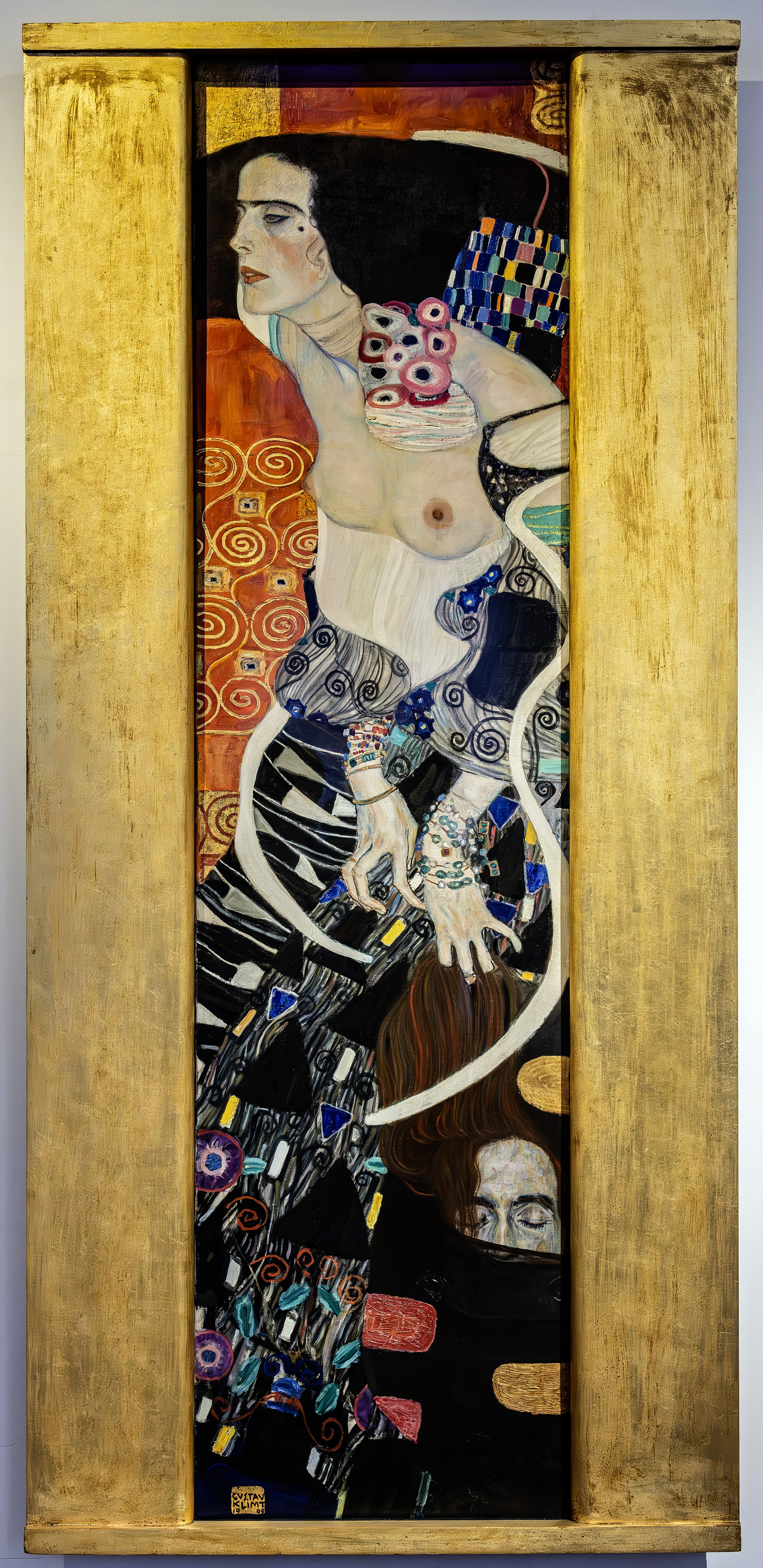
Judith II von Klimt

Judiths Gesicht strahlt eine Mischung aus Wollust und Perversion aus. Ihre Züge sind verklärt, um den höchsten Grad der Verführung zu erreichen. Trotz der veränderten Gesichtszüge ist Klimts Freundin und möglicherweise Liebhaberin Adele Bloch-Bauer zu erkennen, die er in den Bildern Adele Bloch-Bauer I (1907), Adele Bloch-Bauer II (1912) und früher bereits in Pallas Athena (1898) dargestellt hatte. Der leicht gehobene Kopf vermittelt Stolz, während ihr Antlitz träge und sinnlich ist und ihre offenen Lippen Trotz und Verführung aussagen. Franz A. J. Szabo beschreibt das Bild als ein Symbol des Sieges der weiblichen Erotik über die männliche Aggression. 1903 beschreibt der Autor und Kritiker Felix Salten Judiths Darstellung auf dem Bild als ein sinnliches Feuer mit einem dunklen Blick und Grausamkeit im Ausdruck ihres Mundes und Nasenlöchern, welche vor Leidenschaft zittern. Obwohl Judith als fromme Witwe interpretiert wurde, die ihre Pflicht erfüllte, wird sie hier als Femme fatale gezeigt. Der Kontrast zwischen den dunklen Haaren und dem goldenen Hintergrund steigert die Eleganz. Ihre modische Frisur wird durch die umstehenden Bäume unterstrichen. Ihr zerzaustes transparentes Gewand, welches den Blick auf ihren Oberkörper freigibt, spielt darauf an, dass Judith den General Holofernes betörte, bevor sie ihn enthauptete.
Im Bild von 1901 bewahrt Judith ihre Faszination und Sinnlichkeit, welche sie in Judith II aufgibt. Dort hat sie schärfere Züge und einen wilden Ausdruck. In der ersten Version schwelgt sie in Macht und Sexualität. Kritiker meinten, es handele sich um Salome, die Titelfigur von Oscar Wildes gleichnamiger Tragödie. Als Reaktion darauf ließ Klimt von seinem Bruder Georg in den Metallrahmen ein Schild mit den Namen „Judith und Holofernes“ eingravieren.